# Ille-sur-Têt
Ille-sur-Têt [ij syʁ tɛt] (auf Katalanisch Illa) ist eine französische Stadt im Département Pyrénées-Orientales in der Region Okzitanien. Sie liegt am Fuß der Pyrenäen, südlich der Têt, an der N116, etwa 25 km westlich von Perpignan. Die Gemeinde hat derzeit auf einer Fläche von 31,6 km² 5546 Einwohner (Stand 1. Januar 2022). Diese Zahl ist seit Jahrzehnten fast unverändert.
Größte Sehenswürdigkeit sind die Orgues, eine markante Gesteinsformation. Die Felsen sind fünf Millionen Jahre alt, stammen also aus dem Pliozän im Tertiär. Sie bestehen aus Sandstein und Ton. Zur damaligen Zeit hat die Têt das Material aus den Pyrenäen hier abgelagert und ein großes Plateau geformt. Dieses wird seitdem von Regenwasser ausgewaschen, wodurch sich die an Orgelpfeifen erinnernden Felsnadeln ergeben. Da die Erosion anhält, hat diese Attraktion in der Zukunft keinen Bestand.
Der Ort hat einen Bahnhof an der Bahnstrecke Perpignan–Villefranche-de-Conflent.

## Söhne und Töchter der Gemeinde
- Joseph Sébastien Pons (1886–1962), Hochschullehrer und Schriftsteller französischer und katalanischer Sprache
- Louis Amade (1915–1992), Schriftsteller und Liedtexter

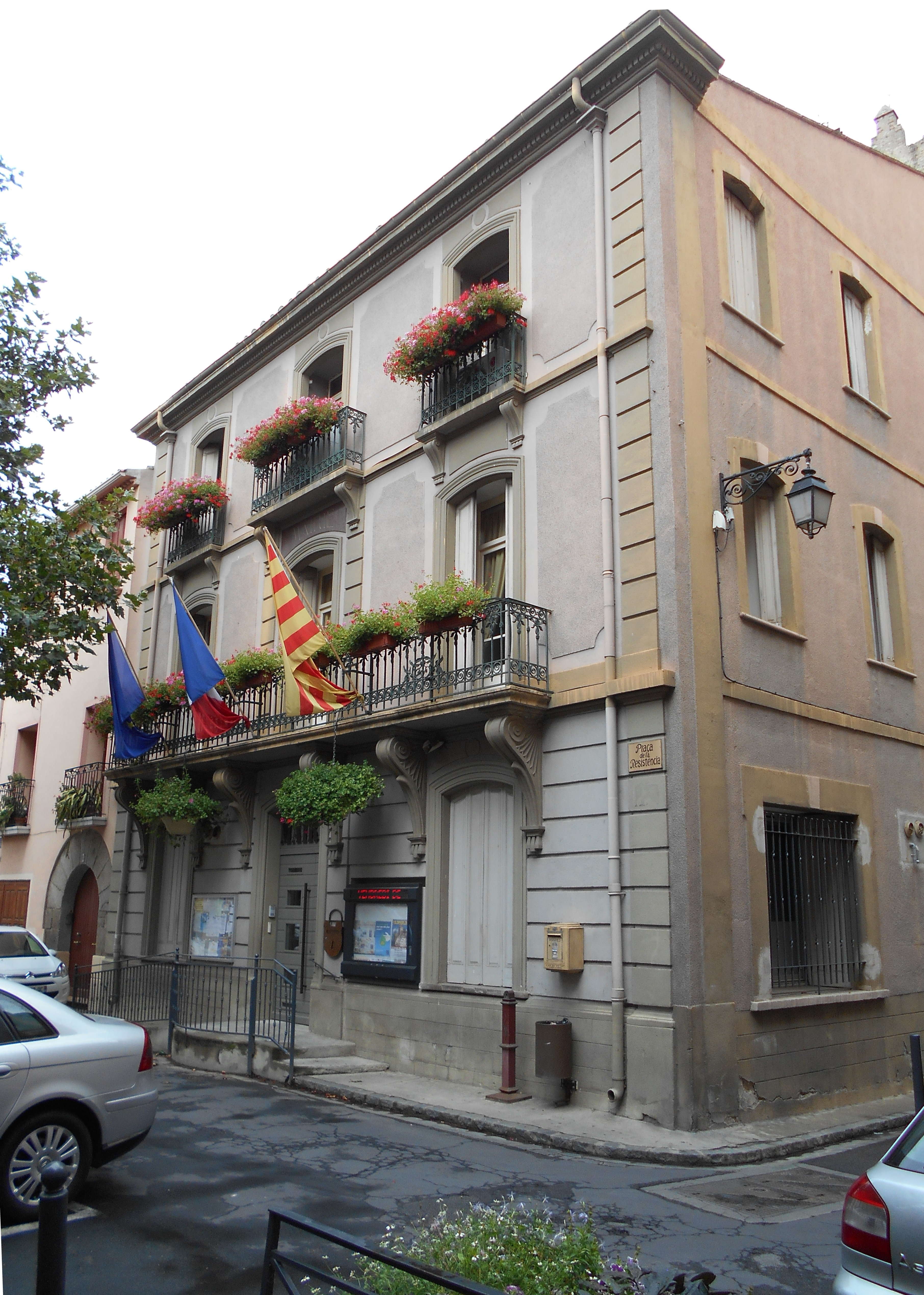
Mairie (Rathaus)
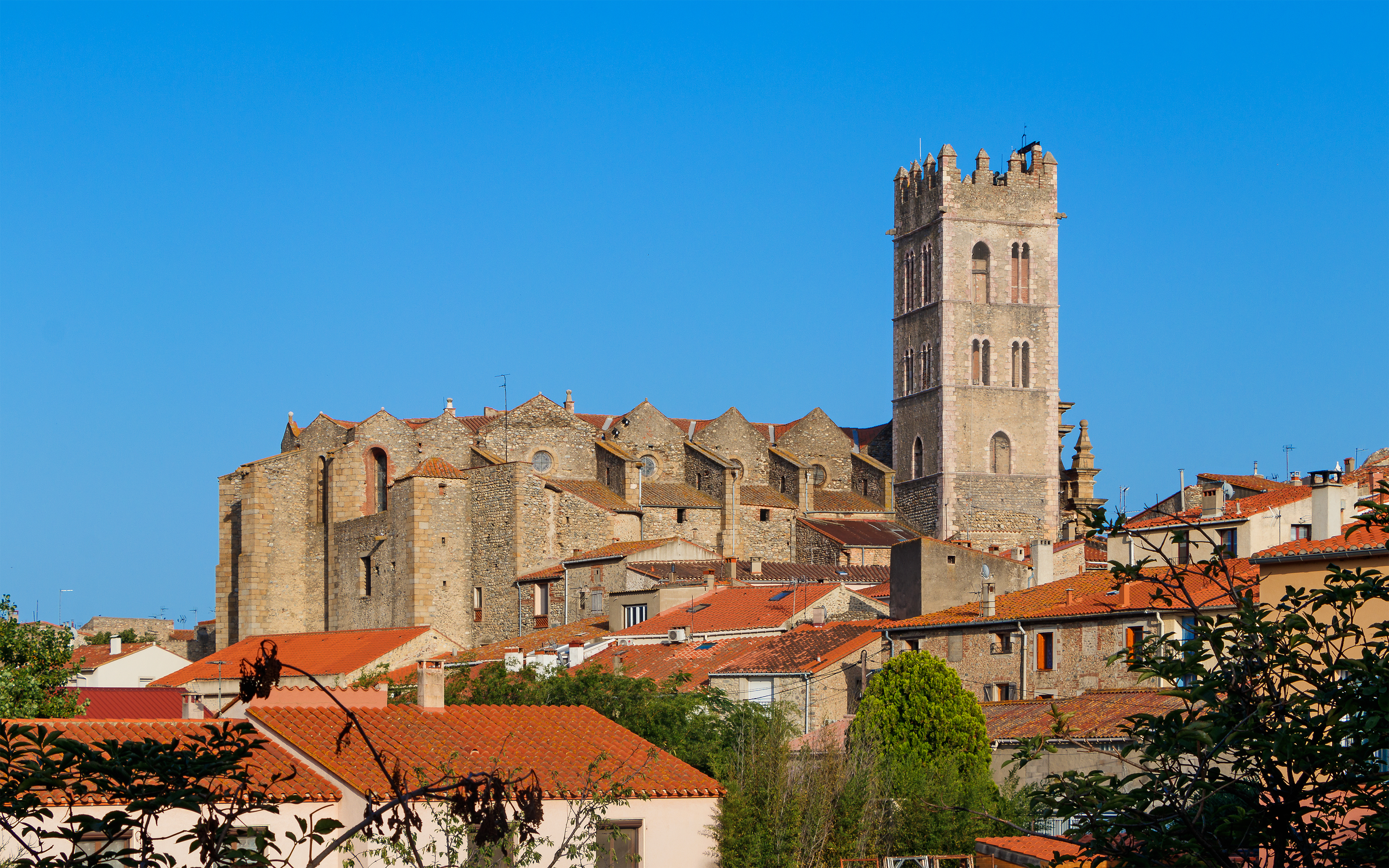
Kirche Saint-Étienne
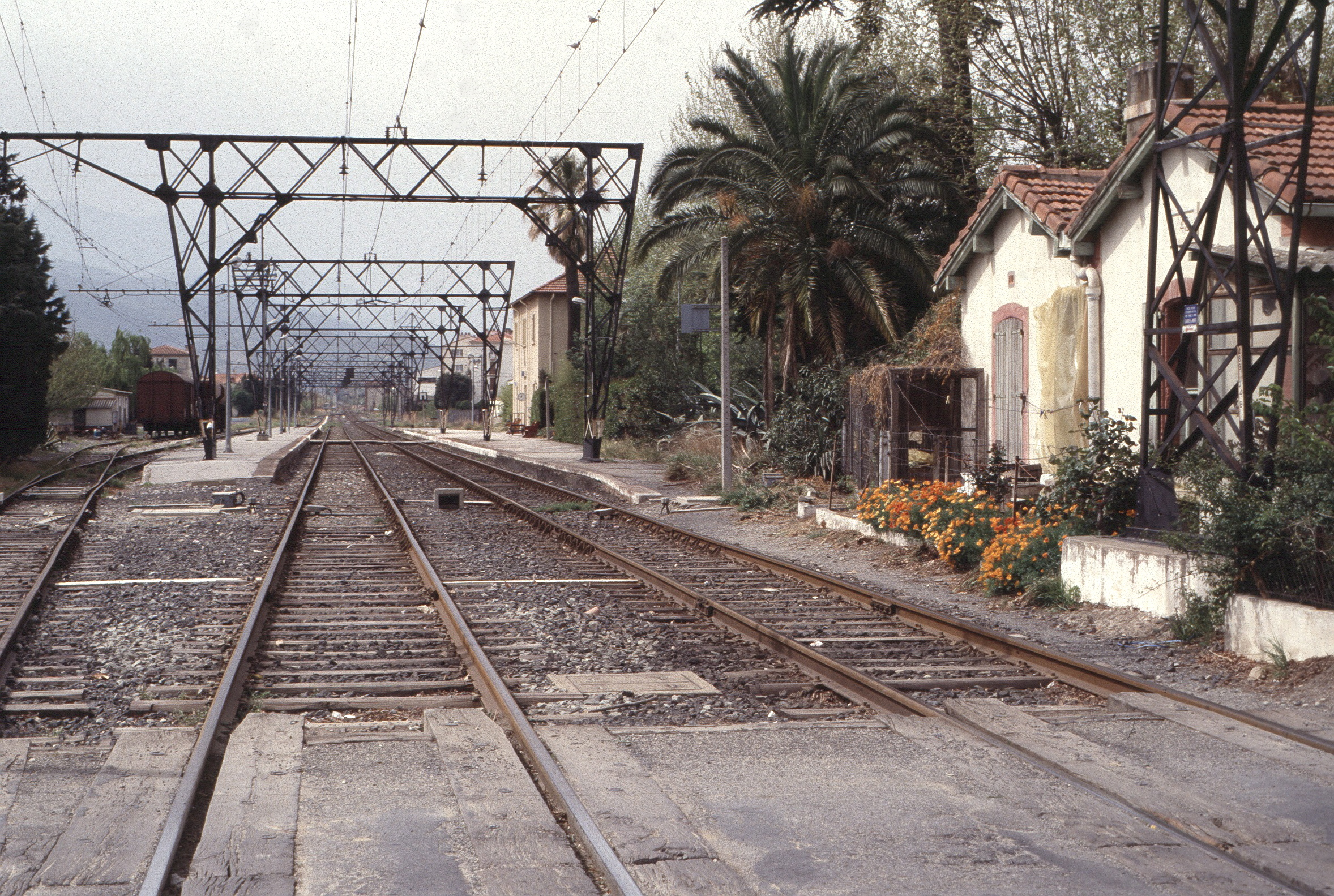
Bahnhof (1989)
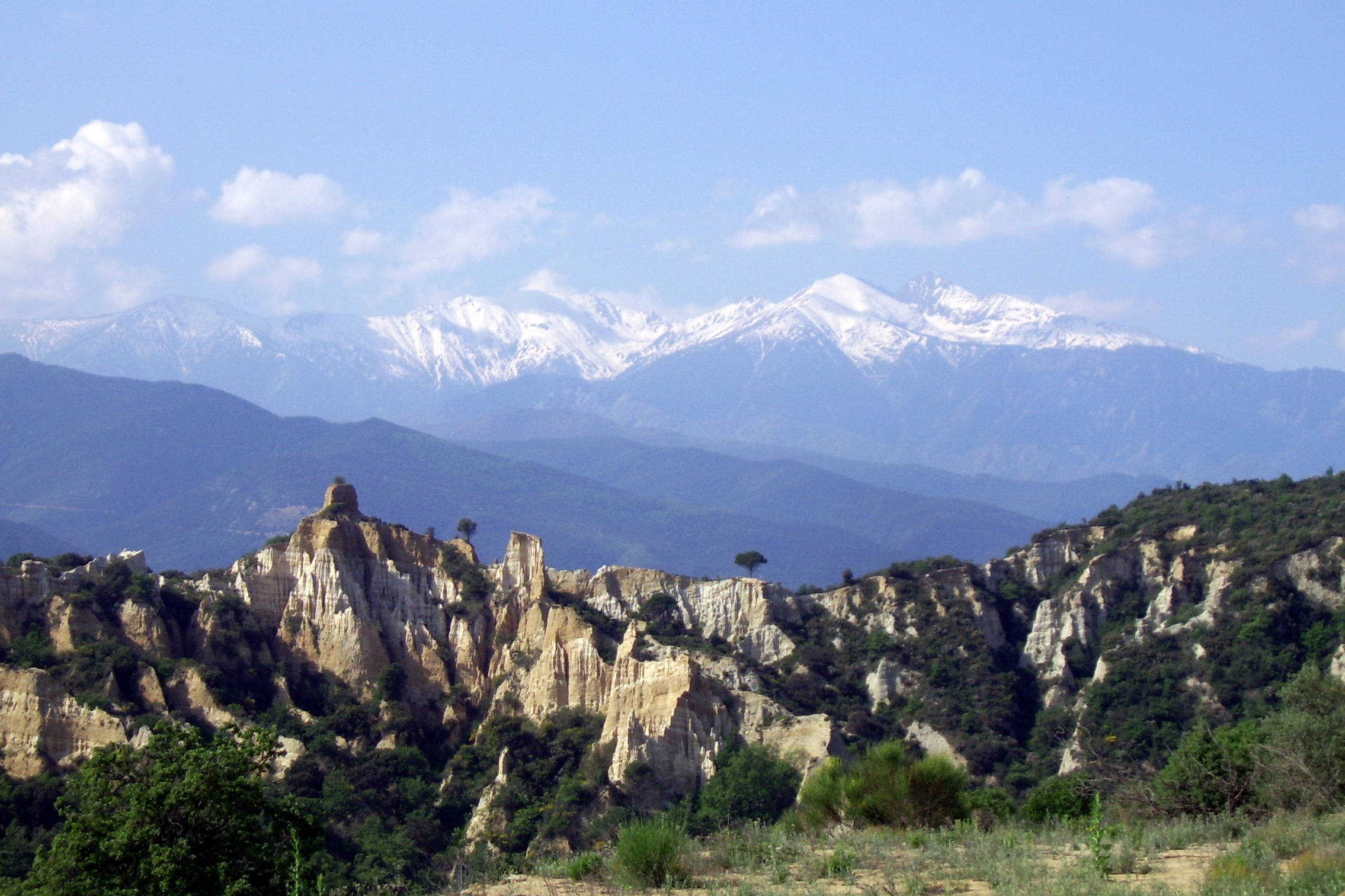
Blick zu den Pyrenäen, im Hintergrund der Canigou
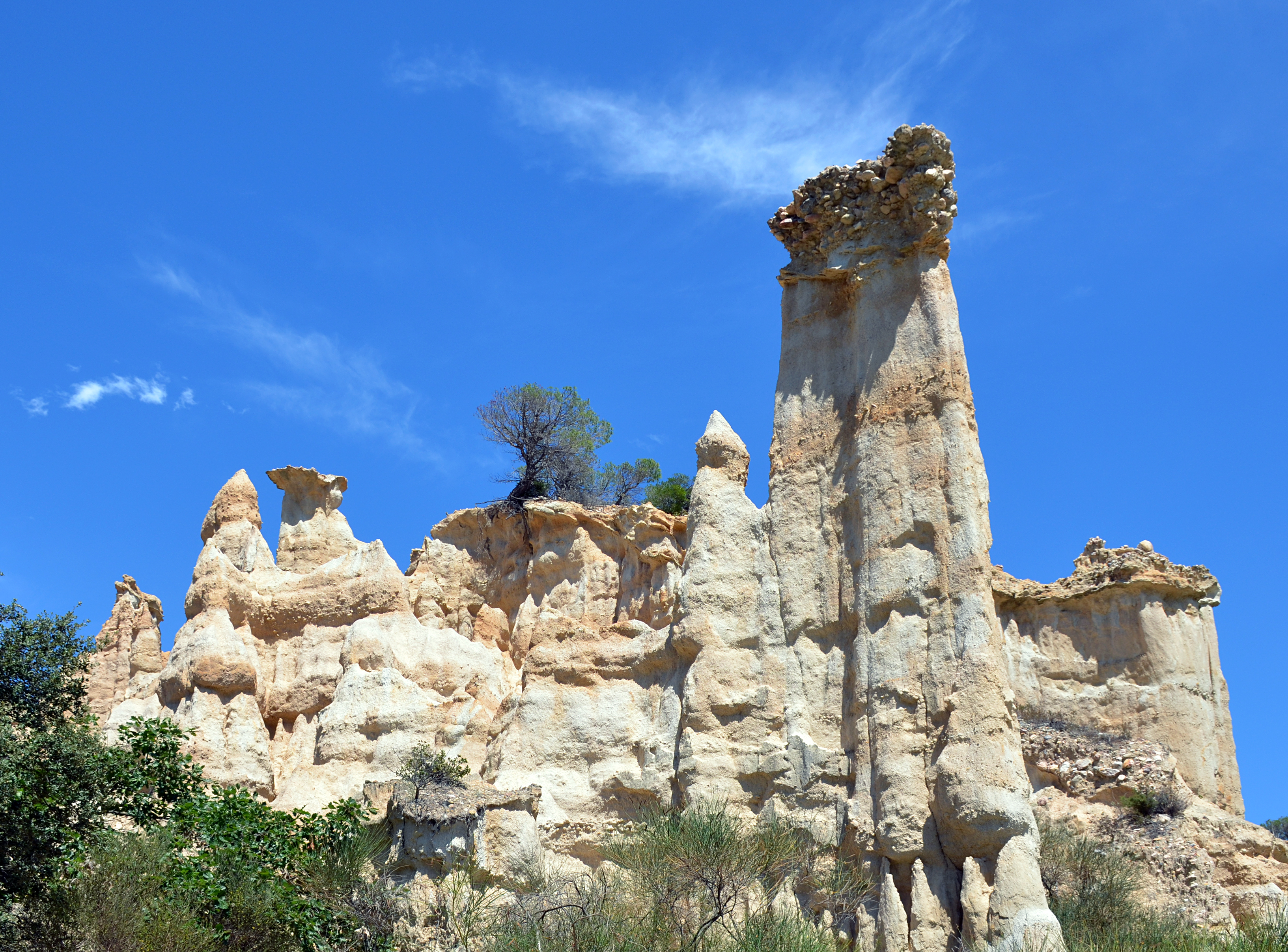
Gesteinsformationen der Orgues
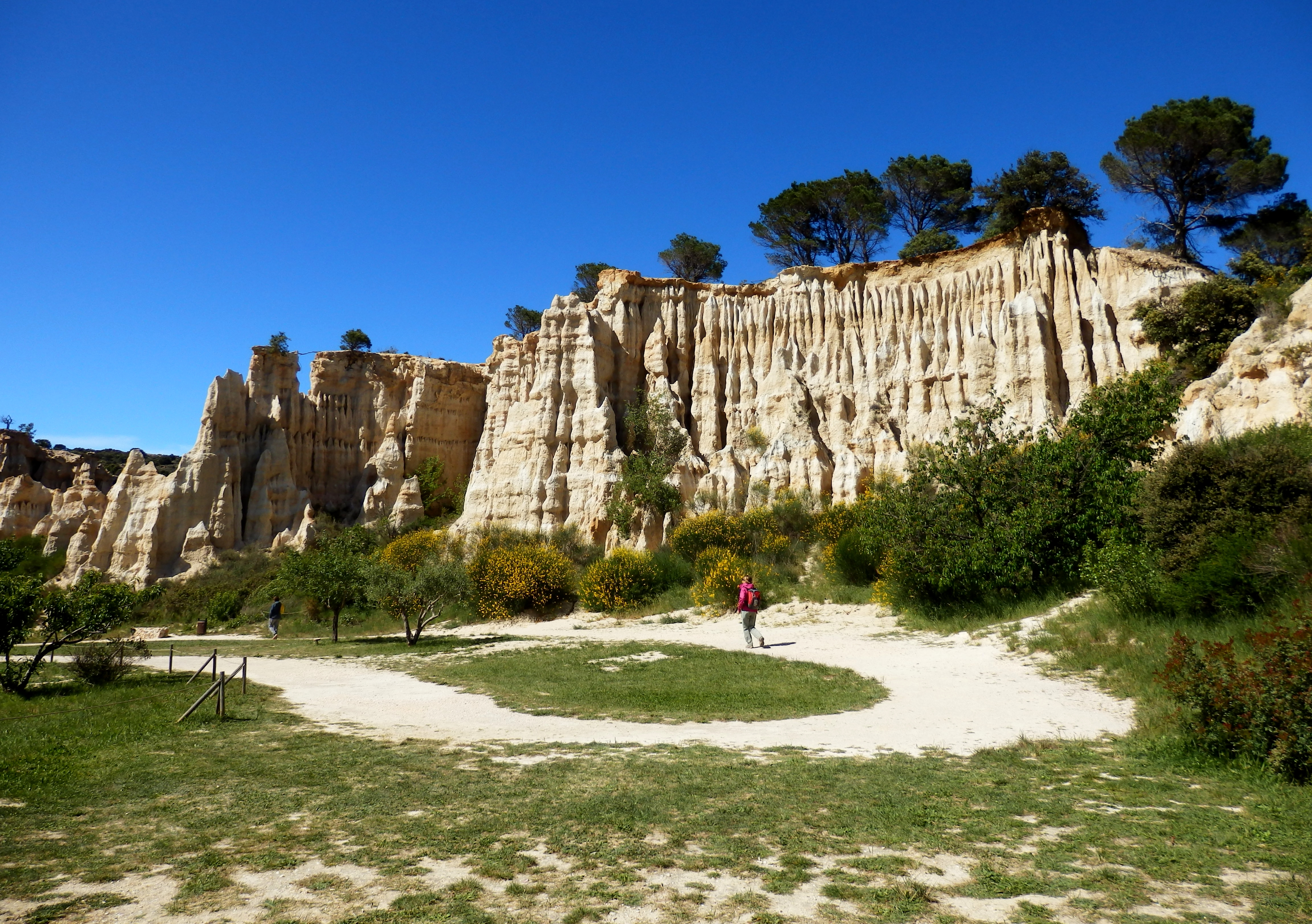
Gesteinsformationen der Orgues